# Birnamwood
Birnamwood é uma vila localizada no estado norte-americano de Wisconsin, no Condado de Marathon e Condado de Shawano.

## Demografia
Segundo o censo norte-americano de 2000, a sua população era de 795 habitantes. 
Em 2006, foi estimada uma população de 779, um decréscimo de 16 (-2.0%).

## Geografia
De acordo com o United States Census Bureau tem uma área de 5,7 quilômetros quadrados, dos quais 5,7 quilômetros quadrados cobertos por terra e 0,0 quilômetros quadrados cobertos por água.

## Localidades na vizinhança
O diagrama seguinte representa as localidades num raio de 16 quilômetros ao redor de Birnamwood. 